# Рудольф VII (маркграф Бадена)
Рудольф VII Баденский (нем.  Rudolf VII. von Baden , ум. 1391) — маркграф Бадена, правивший в период с 1372 по 1391 годы.
Рудольф VII был сыном маркграфа Рудольфа VI и его жены Матильды Шпонхаймской. Вероятно, как и его брат Бернхард, вплоть до достижения совершеннолетия он находился под опекой пфальцграфа Рупрехта II.
Важнейшим событием его правления стало заключение договора между обоими братьями о наследстве в 1380 году, где, с одной стороны, подчёркивалась неделимость территориальных владений Бадена, а с другой — впредь раздел правящего дома был ограничен двумя линиями с правом наследования по старшинству в мужском колене. Вслед за этим последовало разделение власти таким образом, что Рудольфу достались земли в районе Эттлингена и Раштатта, в то время как его брат Бернхард получил в управление Пфорцхайм и Дурлах. Баден с родовым замком Хоэнбаден остался, по-видимому, в совместном владении.
В 1380 году Рудольф VII дал Раштатту с его важным рынком соли новую структуру самоуправления с утверждением должностей бургомистра и двенадцати городских советников. Право суда осталось, однако, в руках маркграфской канцелярии, представленной амтманном и коллегией из двенадцати судей, назначаемых из числа зажиточных семейств города.
В 1387 году Рудольфу VII и его брату удалось приобрести половину графства Эберштайн, включая замок Ной-Эберштайн (нем. Schloss Eberstein), у обременённого долгами Вольфрама Эберштайнского; вторая половина графства осталась у сыновей последнего.
Последовательно стремясь к укреплению централизованной власти, в следующем 1388 году Рудольф Баденский выступил в поддержку Эберхарда Сварливого в его борьбе против Швабского союза городов в ходе охватившей всю южную Германию Войны городов (нем. Städtekrieg, 1387—1389), и вместе с другими имперскими князьями и рыцарями участвовал в решающем сражении при Дёффингене 23 августа 1388 года, в котором армия союза городов потерпела сокрушительное поражение. Для Рудольфа VII война, однако, продолжалась вплоть до 1389 года в кровопролитных и разрушительных для обеих сторон столкновениях со Страсбургом.
Скончавшийся в 1391 году Рудольф VII был похоронен в городской церкви Бадена. Поскольку он не оставил наследников, его часть маркграфства перешла к его брату Бернхарду I.